# Bulletin d’Études Karaïtes
Bulletin d'Études Karaïtes - журнал присвячений історії та культурі караїмів та караїмській релігії.
Виходить з 1989 р. У Парижі та публікується в Лювені (Editions Peeters). Головним редактором був Шимон Шишман. Вийшло три випуски альманаху (у 1983, 1989 та 1993). Опубліковані там статті публікувались французькою, англійською, німецькою та італійською мовами. Вони публікували в ньому, серед іншого, Юзеф Мілік, Адріан Шенкер, Гуліано Тамані, Нікіта А. Мешкерський, Домінік Бартелемі, Зигмунт Абраамович та сам Шишман.

## Зовнішні посилання
- Журнал у колекції Національної бібліотеки [недоступне посилання]